# Bunt na Bounty (film 1962)
Bunt na Bounty (ang. Mutiny on the Bounty) – amerykański film fabularny z 1962 roku w reżyserii Lewisa Milestone’a. Scenariusz filmu powstał na podstawie książki Charlesa Nordhoffa i Jamesa Normana Halla. Zdjęcia kręcono w Polinezji Francuskiej, m.in. na wyspach Bora-Bora, Moorea i Tahiti.
Powstały w kolorze, powojenny remake słynnego filmu pod tym samym tytułem z 1935 roku. Film nie zdobył żadnego Oscara, choć był nominowany do tej nagrody w siedmiu kategoriach.
Budżet filmu wynosił 19 milionów dolarów; z wyświetlania w USA osiągnął wpływy 13,7 mln dolarów (szósty najbardziej dochodowy film w tym roku), a w Europie 9,8 mln dolarów.
Na potrzeby filmu zbudowano w 1960 roku powiększoną replikę tytułowego żaglowca HMS Bounty. Statek grał później także w innych filmach oraz służył jako jednostka pokazowa (zatonął 29 października 2012 roku na skutek Huraganu Sandy).

## Ekipa
Reżyseria: Lewis Milestone

## Obsada[3]
- Marlon Brando – Porucznik Fletcher Christian
- Trevor Howard – Kapitan William Bligh
- Richard Harris – Marynarz John Mills
- Hugh Griffith – Alexander Smith
- Richard Haydn – William Brown
- Tarita – Maimiti
- Percy Herbert – Marynarz Matthew Quintal
- Duncan Lamont – John Williams
- Gordon Jackson – Marynarz Edward Birkett
- Chips Rafferty – Michael Byrne
- Rahera Tuia – Tahitanka
- Noel Purcell – Marynarz William McCoy

i inni.

## Realizacja
Zdjęcia: Robert Surtees
Scenariusz: Charles Lederer
Muzyka: Bronisław Kaper

## Nominacje doOscara 1962
- film
- scenografia
- zdjęcia
- muzyka
- piosenka
- efekty wizualne